# James Daniels
James Daniels (Warren, Ohio, 13 de septiembre de 1997) es un jugador profesional estadounidense de fútbol americano que se desempeña en la posición de lineman en Pittsburgh Steelers, equipo de la National Football League (NFL).

## Carrera
Fue seleccionado en la segunda ronda en la Reunión Anual de Selección de Jugadores de la NFL de 2018. Hizo su debut profesional con el equipo Chicago Bears, en el cual jugó cuatro temporadas (2018-2022), luego pasó a Pittsburgh Steelers, donde lleva jugando dos temporadas.